# Off the Wall (nummer)
Off the Wall is een nummer van zanger Michael Jackson. Het is de derde single van het gelijknamige album Off the Wall.
Het nummer gaat over uitgaan en gek doen, en het achterlaten van problemen: "When the world is on your shoulder/Gotta straighten up your act and boogie down." "Off the wall" betekent gek.

## Geschiedenis
Het nummer, wat werd geproduceerd door Rod Temperton, werd in Nederland, net als zijn voorganger Rock With You, geen grote hit. Het kwam slechts tot een drieëntwintigste positie in de Nederlandse Top 40. In de Verenigde Staten was het echter zijn derde top 10-hit van het album, waarmee Jackson de eerste artiest was die dit voor elkaar kreeg.

### Live-uitvoeringen
Het nummer werd uitgevoerd tijdens de Destiny World Tour, de Triumph Tour en de Victory Tour van de Jacksons. Michael Jackson voerde het nummer solo op tijdens zijn Bad World Tour. In de tweede leg van deze tournee werd het nummer echter uit het programma geschrapt.

## Uitgave als single

### Britse single
1. "Off the Wall" – 4:06
2. "Working Day and Night" – 5:04

### Amerikaanse single
1. "Off the Wall" – 3:47
2. "Get on the Floor" – 4:37

## Hitnoteringen

### Nederlandse Top 40
| Hitnotering: 05-01-1980 t/m 02-02-1980 | Hitnotering: 05-01-1980 t/m 02-02-1980 | Hitnotering: 05-01-1980 t/m 02-02-1980 | Hitnotering: 05-01-1980 t/m 02-02-1980 | Hitnotering: 05-01-1980 t/m 02-02-1980 | Hitnotering: 05-01-1980 t/m 02-02-1980 | Hitnotering: 05-01-1980 t/m 02-02-1980 |
| Week:                                  | 1                                      | 2                                      | 3                                      | 4                                      | 5                                      |                                        |
| -------------------------------------- | -------------------------------------- | -------------------------------------- | -------------------------------------- | -------------------------------------- | -------------------------------------- | -------------------------------------- |
| Positie:                               | 36                                     | 25                                     | 23                                     | 23                                     | 40                                     | uit                                    |

### NederlandseSingle Top 100
| Hitnotering: (Week 1 t/m 8) 15-12-1979 t/m 09-02-1980 Hitnotering: (Week 9 t/m 11) 04-07-2009 t/m 18-07-2009 | Hitnotering: (Week 1 t/m 8) 15-12-1979 t/m 09-02-1980 Hitnotering: (Week 9 t/m 11) 04-07-2009 t/m 18-07-2009 | Hitnotering: (Week 1 t/m 8) 15-12-1979 t/m 09-02-1980 Hitnotering: (Week 9 t/m 11) 04-07-2009 t/m 18-07-2009 | Hitnotering: (Week 1 t/m 8) 15-12-1979 t/m 09-02-1980 Hitnotering: (Week 9 t/m 11) 04-07-2009 t/m 18-07-2009 | Hitnotering: (Week 1 t/m 8) 15-12-1979 t/m 09-02-1980 Hitnotering: (Week 9 t/m 11) 04-07-2009 t/m 18-07-2009 | Hitnotering: (Week 1 t/m 8) 15-12-1979 t/m 09-02-1980 Hitnotering: (Week 9 t/m 11) 04-07-2009 t/m 18-07-2009 | Hitnotering: (Week 1 t/m 8) 15-12-1979 t/m 09-02-1980 Hitnotering: (Week 9 t/m 11) 04-07-2009 t/m 18-07-2009 | Hitnotering: (Week 1 t/m 8) 15-12-1979 t/m 09-02-1980 Hitnotering: (Week 9 t/m 11) 04-07-2009 t/m 18-07-2009 | Hitnotering: (Week 1 t/m 8) 15-12-1979 t/m 09-02-1980 Hitnotering: (Week 9 t/m 11) 04-07-2009 t/m 18-07-2009 | Hitnotering: (Week 1 t/m 8) 15-12-1979 t/m 09-02-1980 Hitnotering: (Week 9 t/m 11) 04-07-2009 t/m 18-07-2009 | Hitnotering: (Week 1 t/m 8) 15-12-1979 t/m 09-02-1980 Hitnotering: (Week 9 t/m 11) 04-07-2009 t/m 18-07-2009 | Hitnotering: (Week 1 t/m 8) 15-12-1979 t/m 09-02-1980 Hitnotering: (Week 9 t/m 11) 04-07-2009 t/m 18-07-2009 | Hitnotering: (Week 1 t/m 8) 15-12-1979 t/m 09-02-1980 Hitnotering: (Week 9 t/m 11) 04-07-2009 t/m 18-07-2009 | Hitnotering: (Week 1 t/m 8) 15-12-1979 t/m 09-02-1980 Hitnotering: (Week 9 t/m 11) 04-07-2009 t/m 18-07-2009 |
| Week: | 1 | 2 | 3 | 4 | 5 | 6 | 7 | 8 | | 9 | 10 | 11 | |
| --- | --- | --- | --- | --- | --- | --- | --- | --- | --- | --- | --- | --- | --- |
| Positie: | 30 | 41 | 32 | 33 | 30 | 18 | 32 | 27 | uit | 20 | 44 | 75 | uit |

### NPO Radio 2 Top 2000
| Nummer met noteringen in de NPO Radio 2 Top 2000 | '09  | '10 | '11  | '12  | '13  | '14  | '15  | '16  | '17  | '18  | '19  | '20  | '21  | '22  | '23  | '24  |
| ------------------------------------------------ | ---- | --- | ---- | ---- | ---- | ---- | ---- | ---- | ---- | ---- | ---- | ---- | ---- | ---- | ---- | ---- |
| Off the Wall                                     | 1176 | -   | 1751 | 1496 | 1601 | 1336 | 1369 | 1306 | 1260 | 1138 | 1410 | 1596 | 1597 | 1769 | 1868 | 1809 |

1. ↑  Een '-' betekent dat het nummer niet was genoteerd en een vetgedrukt getal geeft de hoogste notering aan.
2. ↑  2009 was het eerste jaar met een notering voor dit nummer.